# Coccoloba venosa
Coccoloba venosa L. – gatunek rośliny z rodziny rdestowatych (Polygonaceae Juss.). Występuje naturalnie w neotropikach. 

## Rozmieszczenie geograficzne
Rośnie naturalnie w neotropikach. Na Karaibach został zaobserwowany między innymi na wyspie Haiti. Ponadto jest spotykany w takich państwach jak Meksyk, Gwatemala, Nikaragua, Kostaryka czy Wenezuela. 

## Morfologia
PokrójWiecznie zielone drzewo lub krzew. Dorasta do 3–15 m wysokości.
LiścieIch blaszka liściowa ma kształt od owalnie eliptycznego do podłużnie lancetowatego. Mierzy 8–27 cm długości oraz 4–10,5 cm szerokości, o nasadzie od niemal sercowatej do rozwartej i spiczastym wierzchołku. Ogonek liściowy jest owłosiony i osiąga 6 mm długości. Gatka jest błoniasta, nietrwała i dorasta do 5–10 mm długości.
KwiatyJednopłciowe, zebrane w grona o długości 10–17 cm, rozwijają się na szczytach pędów. Listki okwiatu mają zielonożółtawą barwę.
OwoceMają jajowaty kształt, osiągają 3–5 mm długości i 4 mm szerokości.

## Biologia i ekologia
Rośnie w lasach, na wybrzeżach, na terenach nizinnych. Kwitnie od kwietnia do maja.